# Encantada
Encantada (Cerro de la Encantada) (Picacho del Diablo) – najwyższy szczyt półwyspu Kalifornijskiego, położony w jego północnej części, w pasmie Sierra de San Pedro Martir, na terytorium Meksyku. Wznosi się na wysokość 3078 m n.p.m.. Objęty jest parkiem narodowym Sierra San Pedro Martir.